# 見龍寺
見龍寺（けんりゅうじ）は宮城県遠田郡涌谷町にある臨済宗妙心寺派の寺院である。

## 概要
山号は海雲山。1591年に、亘理重宗が涌谷領主となったときに中興開山され、円同寺と称された。1671年に伊達宗重が亡くなったとき、法号にちなんで見龍寺と改められた。宗重の霊屋は、宮城県指定有形文化財である。境内にある「涌谷伊達家墓所」は町指定有形文化財に指定されている。